# Петров (репер)
Тома Петровић (Ниш, 20. август 2002), познат као Петров, српски је репер и текстописац.

## Биографија
Рођен је 20. августа 2002. у Нишу. Музиком је почео да се бави 2019. када је објавио песму БМК.